# Андрюха, Пантелей Владимирович
Пантелей Владимирович Андрюха (7 августа 1931—2014) — советский и российский работник здравоохранения, доктор медицинских наук (2000); один из советских основоположников Курортологии.

## Биография

Памятная доска П. В. Андрюхе

Родился в 1931 году в селе Красное Кущевского района Краснодарского края.
В 1957 году окончил Ростовский государственный медицинский институт. С 1962 года жил и работал в городе Сочи.
Работал главным врачом Адлерской больницы, в 1970 году стал главным врачом санатория «Известия». В 1975 году возглавил санаторий «Южное взморье» (в настоящее время ОАО «Санаторий „Южное взморье“»), где проработал тридцать лет. Занимался общественной деятельностью.
Умер в Сочи в июле 2014 года.
На территории санатория «Южное взморье» П. В. Андрюхе установлена памятная доска.

## Награды
- Награждён орденом Почета (2001), знаками «Отличник курортов профсоюзов» (1974), «Отличник здравоохранения» (1979) и медалями.
- Заслуженный врач РСФСР (1987), Почетный гражданин города Сочи (2000).